# Трипелюсткова троянда
Трипелюсткова троянда (також правильний трилисник:стор.304, або трифолій) —  плоска алгебрична крива четвертого порядку, троянда з трьома пелюстками.
Крива вивчалася Лоншамом в 1885 р. та  А.Брокаром в 1887 р.
Є окремим випадком сімейства синусоїдальних спіралей, а також епі- та гіпотрохоїд.

## Рівняння
| Рівняння                                             | |  | |
| ---------------------------------------------------- | --- |  | --- |
| В полярній системі координат                         | {\displaystyle \rho =a\cdot \cos 3\varphi \,,\quad 0\leq \varphi \leq \pi } ; або {\displaystyle \rho =a\cdot \cos \varphi \cdot (1-4\sin ^{2}\varphi )\,,\quad 0\leq \varphi \leq \pi } |  | {\displaystyle \rho =a\cdot \sin 3\varphi \,,\quad 0\leq \varphi \leq \pi } ; або {\displaystyle \rho =a\cdot \sin \varphi \cdot (4\cos ^{2}\varphi -1)\,,\quad 0\leq \varphi \leq \pi } |
| В декартовій системі координат в неявному виді       | {\displaystyle (x^{2}+y^{2})^{2}=a\cdot (x^{3}-3xy^{2})} ; або {\displaystyle (x^{2}+y^{2})\cdot (x^{2}-ax+y^{2})=-4axy^{2}} |  | {\displaystyle \left(x^{2}+y^{2}\right)^{2}=a\cdot \left(3x^{2}y-y^{3}\right)} |
| В декартовій стстемі координат в параметричному виді | {\displaystyle {\begin{cases}x(t)=a\cdot \cos t\cdot \cos 3t\\y(t)=a\cdot \sin t\cdot \cos 3t\end{cases}}\,,\quad 0\leq t\leq \pi } ; Також: {\displaystyle {\begin{cases}x(t)={\frac {a}{2}}\cdot (\sin t-\cos 2t)\\y(t)={\frac {a}{2}}\cdot (\cos t-\sin 2t)\end{cases}}\,,\quad -{\frac {\pi }{2}}\leq t\leq {\frac {3\pi }{2}}}; Також: {\displaystyle {\begin{cases}x(t)=-{\frac {a\cdot (3t^{2}-1)}{(t^{2}+1)^{2}}}\\y(t)={\frac {at\cdot (3t^{2}-1)}{(t^{2}+1)^{2}}}\end{cases}}\,,\quad -\infty <t<+\infty } |  | {\displaystyle {\begin{cases}x(t)=a\cdot \cos t\cdot \sin 3t\\y(t)=a\cdot \sin t\cdot \sin 3t\end{cases}}\,,\quad 0\leq t\leq \pi } ; Також: {\displaystyle {\begin{cases}x(t)={\frac {a}{2}}\cdot (\cos t+\sin 2t)\\y(t)={\frac {a}{2}}\cdot (\sin t+\cos 2t)\end{cases}}\,,\quad -{\frac {\pi }{2}}\leq t\leq {\frac {3\pi }{2}}} |
|                                                      | Початок координат (полюс) {\displaystyle O(0,0)} — трикратна вузлова точка; Крива симетрична віносно осі {\displaystyle Ox} (полярної осі). |  | Початок координат (полюс) {\displaystyle O(0,0)} — трикратна вузлова точка; Крива симетрична віносно осі {\displaystyle Oy} (oсі {\displaystyle \varphi ={\frac {\pi }{2}}}). |

## Метричні характеристики
Нехай троянда задана в системі координат одним з рівнянь попереднього розділу. Тоді:
- Довжина дуги троянди: [2] [3]

{\displaystyle \ell =2a\cdot \mathrm {E} \left(2{\sqrt {2}}\cdot i\right)=6a\cdot \int _{0}^{\frac {\pi }{2}}{\sqrt {1-{\frac {8}{9}}\cdot \sin ^{2}t}}\,dt\,\approx 6.6824466...\cdot a.}'
де {\displaystyle \mathrm {E} (k)} — повний еліптичний інтеграл другого роду.
Послідовність  A093728 в ОЕIS.
Довжина довільної дуги трипелюсткової троянди, що відповідає параметру t: 
{\displaystyle \ell (t)={\frac {1}{3}}a\cdot \mathrm {E} \left(3t,2{\sqrt {2}}\cdot i\right)}
де {\displaystyle \mathrm {E} (x,k)} — неповний еліптичний інтеграл другого роду.
- Площа области, що обмежена трипелюстковою трояндою:

{\displaystyle S={\frac {1}{2}}a^{2}\cdot \int _{0}^{\pi }\cos ^{2}(3\varphi )d\varphi =6\cdot {\frac {1}{2}}\cdot a^{2}\cdot \int _{0}^{\frac {\pi }{6}}\cos ^{2}(3\varphi )d\varphi ={\frac {\pi a^{2}}{4}}}
Ця площа дорівнює чверті площі описаного навколо троянди круга.

Площа области, що обмежена однією пелюсткою троянди дорівнює π·a2/12.
- Кривина трипелюсткової троянди в довільній точці, що відповідає параметру t:[3]

{\displaystyle \kappa (t)={\frac {14-4\cos(6t)}{a\cdot [5-4\cos(6t)]^{\tfrac {3}{2}}}}}.
Зокрема, радіус кривини у вершинах пелюсток троянди (параметр {\displaystyle t=0} в косинус- варіанті кривої) дорівнює:
{\displaystyle \rho (t)={\frac {1}{\kappa (t)}}={\frac {a}{10}}}.

## Властивості та особливості форми
- Вся крива розташовується всередині кола радіуса {\displaystyle a} і сладається з трьох однакових за формою та розміром пелюсток.

Вершини пелюсток є вершинами правильного трикутника.
- Трипелюсткова троянда є алгебричною раціональною кривою 4-го порядку роду 0.[4]
- Крива має 3 осі симетрії, що проходять через вершину кожної пелюстки. Зокрема рівняння осей симетрії для косинус-варіанта кривої:

{\displaystyle y=0\,,\quad {\text{та}}\quad y=\pm {\sqrt {3}}\cdot x}
Центру симетрії не має. 
Прямі {\displaystyle x=0\,,\quad {\text{та}}\quad y=\pm {\frac {\sqrt {3}}{3}}\cdot x} є дотичними у вузловій точці троянди. 
- Трипелюсткова троянда {\displaystyle \quad \rho =a\cdot \cos 3\varphi } є гіпотрохоїдою, у якої радіус нерухомого кола дорівнює {\displaystyle R={\frac {3a}{4}}}, радіус твірного (рухомого) кола дорівнює {\displaystyle r={\frac {a}{4}}}, а відстань від твірної точки до центра рухомого кола дорівнює {\displaystyle h={\frac {a}{2}}}. [5]:стор.235 [6]

Трипелюсткова троянда є епітрохоїдою при {\displaystyle R=3r} та {\displaystyle h=R+r={\frac {4}{3}}\cdot R}. :стор.166
- Трипелюсткова троянда є подерою дельтоїди (кривої Штейнера) відносно її центра. [7]:стор.166

Для дельтоїди
{\displaystyle {\begin{cases}x(t)=2r\cos {\frac {t}{3}}+r\cos {\frac {2t}{3}}\\y(t)=2r\sin {\frac {t}{3}}-r\sin {\frac {2t}{3}}\end{cases}}},
де {\displaystyle t} — кут повороту твірного (рухомого) кола;

{\displaystyle r} — радіус твірного (рухомого) кола.

рівняння подери відносно її центру (початку координат) буде:
{\displaystyle \rho =r\cdot \cos 3\varphi }
або
{\displaystyle (x^{2}+y^{2})^{2}=r\cdot (x^{3}-3xy^{2})}
Ця троянда є вписаною в коло, яке вписане в дельтоїду. Вершини троянди збігаються з вершинами дельтоїди. :стор.128-129; 166

## Кінематичне та механічне утворення трипелюсткової троянди
- Нехай два рівних відрізка {\displaystyle OA} та {\displaystyle AM} довжиною {\displaystyle a} обертаються навколо точок {\displaystyle O} та {\displaystyle A} зі швидкостями, відношення яких дорівнює {\displaystyle {\frac {\omega _{OA}}{\omega _{AM}}}=3}. 
 Тоді траєкторією точки {\displaystyle M} буде  трипелюсткова троянда.
- Нехай два радіуси {\displaystyle OA} та {\displaystyle OB} деякого кола обертаються навколо точки {\displaystyle O} зі швидкостями, відношення яких дорівнює {\displaystyle {\frac {\omega _{OA}}{\omega _{OB}}}=3}. 
 Тоді, геометричним місцем підстав перпендикулярів, проведених з точки {\displaystyle A} на {\displaystyle OB} є  трипелюсткова троянда.[7]:стор.165

## Деякі узагальнення кривої
- Трилисник

Трипелюсткова троянда є окремим випадком сімейства кривих, що є подерами дельтоїди відносно точок, що знаходяться всередині дельтоїди — трипелюсткові криві, що мають рівняння в декартовій системі координат:
{\displaystyle (x^{2}+y^{2})^{2}=(x^{2}+y^{2})(ax+by)+r\cdot (x^{3}-3xy^{2})}
Тут: {\displaystyle A(a,b)} — центр дельтоїди;

{\displaystyle O(0,0)} —  полюс подери.
Тобто дельтоїда має рівняння 
{\displaystyle {\begin{cases}x(t)=a-r\cdot (\cos 2t+2\cos t)\\y(t)=b+r\cdot (\sin 2t-2\sin t)\end{cases}}}
Якщо {\displaystyle A} збігається з {\displaystyle O}, отримаємо трипелюсткову троянду.